# (4194) Sweitzer
(4194) Sweitzer ist ein Hauptgürtelasteroid, der am 15. August 1982 von Edward L. G. Bowell an der Anderson-Mesa-Station des Lowell-Observatoriums entdeckt wurde.
Der Asteroid wurde nach Paul A. Sweitzer, Reporter für die Zeitung Arizona Daily Sun von 1958 bis 1994, benannt.